# Mohamed Khedis
Mohamed Khedis (né le 29 février 1952 à Alger en Algérie et mort le 26 août 2008 dans la même ville) est un footballeur international algérien, qui évoluait au poste de défenseur, avant de devenir entraîneur par la suite.
Il compte 63 sélections en équipe nationale entre 1972 et 1980.
Son fils, Sid Ahmed Khedis, est également footballeur professionnel.

## Biographie
Avec l'équipe d'Algérie, il a disputé 49 matchs (pour aucun but inscrit) entre 1982 et 1986, et fut notamment dans le groupe des 23 lors de la CAN de 1980 ainsi que lors des JO 1980.
Il a également participé à la campagne de qualifications pour la coupe du monde 1982,.
Il meurt d'une attaque cardiaque à Alger le 26 août 2008,.

## Palmarès

### Palmarès en club
NA Hussein Dey
- Championnat d'Algérie :
  - Vice-champion : 1972-73, 1975-76 et 1981-82.

- Coupe d'Algérie (1) :
  - Vainqueur : 1978-79.
  - Finaliste : 1976-77 et 1981-82.

- Coupe d'Afrique des vainqueurs de coupe :
  - Finaliste : 1978.

### Palmarès en sélection
- Coupe d'Afrique des nations :
  - Finaliste : 1980.

- Participation aux Jeux Olympiques d'Été 1980 à Moscou avec l'Algérie  (Quart de Finaliste)